# Alessandro Tognoloni
Alessandro Tognoloni (Roma, 9 gennaio 1921 – luglio 2007) è stato un militare italiano, decorato dalla Repubblica Sociale Italiana con la medaglia d'oro al valor militare alla memoria  durante la seconda guerra mondiale.

## Biografia
All’atto della proclamazione dell’armistizio dell’8 settembre 1943 si trovava ad Arezzo, appena nominato ufficiale di complemento di fanteria del Regio Esercito, ed abbandonò gli studi universitari di architettura raggiungendo Roma per aderire alla Repubblica Sociale Italiana, entrando nella Marina Nazionale Repubblicana, assegnato come guardiamarina al Battaglione Nuotatori Paracadutisti di stanza a La Spezia.
Assegnato dietro sua richiesta al Battaglione "Barbarigo" della Xª Flottiglia MAS, comandato del capitano Umberto Bardelli, fu inquadrato come comandante di plotone nella 2ª Compagnia "Scirè". 
Il reparto entrò in azione dopo lo sbarco delle truppe alleate ad Anzio, ma dopo quasi tre mesi di combattimenti le truppe tedesche e repubblicane iniziarono a ritirarsi in direzione di Roma. Il giorno 24 maggio il "Barbarigo" si schierò a difesa della cittadina di Cisterna di Latina insieme al Gruppo di artiglieria "San Giorgio", ma sotto la pressione dei carri M4 Sherman della 3ª Divisione di fanteria americana i due reparti iniziarono a ripiegare. Rimasto accerchiato insieme ad alcuni commilitoni, nel tentativo di sottrarsi alla cattura i Marò si gettarono all’attacco dei carri armati di mitra e alcune bombe a mano. Dopo aver lanciato una bomba a mano contro un carro che avanzava, fu colpito in pieno petto da una raffica di mitragliatrice, ma prima di cadere a terra scaricò il caricatore della sua pistola d’ordinanza contro il nemico. Creduto morto per onorarne il coraggio il governo repubblicano decretò la concessione della Medaglia d'oro al valor militare alla memoria.
Recuperato dalle truppe americane fu subito soccorso e sottoposto a numerosi interventi chirurgici, ed una volta ristabilitosi fu trasportato negli Stati Uniti d'America e rinchiuso nel campo di prigionia di Hereford, in Texas. Liberato al termine della guerra rientrò in Italia dove riprese gli studi laureandosi architetto ad aprendo uno studio a Roma. Suo è il progetto del Campo della Memoria riservato ai caduti della Repubblica Sociale Italiana sito a Nettuno. Si spense nel luglio 2007.

### Annotazioni
1. ↑  Prima di ritirarsi gli artiglieri del Gruppo "San Giorgio" fecero saltare in aria i loro pezzi per impedire che fossero catturati.
2. ↑  Realizzato nel 1993 dall’ingegnere Bruno Lazzarotto.

### Fonti
1. 1 2 3 4 5 6 7 8 9  Lemmonio Borreo, La vita per la Patria, in Il Pontino del 1 luglio 2007.
2. ↑  La Repubblica Sociale Italiana aveva scelto di limitare le concessioni della propria Medaglia d'Oro al Valor Militare unicamente "alla memoria", limitando le concessioni a viventi alla Medaglia d'Argento con *proposta* di Medaglia d'Oro, da riesaminare dopo la fine della guerra. Nel caso del Guardiamarina Tognoloni venne concessa direttamente la Medaglia d'Oro, perché si credeva fosse rimasto ucciso in combattimento.
3. ↑  Cavallari 2006, p. 110.
4. ↑  Cavallari 2006, p. 109.
5. 1 2 3 4  Bozza 1991, p. 98.